# Squishy
Uno squishy è un soffice oggetto realizzato in schiuma di poliuretano. Originario dal Giappone, il giocattolo ha guadagnato popolarità sui social network, come Instagram e YouTube, dal 2015-2016 circa.
Noti produttori di squishy sono Sanrio, Breadou, Nic, San-X, iBloom, Puni Maru, Kiibru, Areedy e Cutie Creative.
Gli squishy sono fabbricati in molte forme, spesso a forma di cibi o di animali, e dimensioni diverse. Come la palla antistress, lo squishy può essere usato per alleviare lo 
stress.

## Popolarità
Secondo Lauren Schwartzberg, della rivista New York, questo tipo di gioco è molto popolare.
Annaliese Griffin, invece, ha scritto che gli squishy stanno per diventare la prossima grande mania dei giocattoli negli Stati Uniti, secondo i proprietari dei negozi di giochi intervistati dal New York Magazine e dal New York Times.

## Controversie
L'agenzia danese per la protezione ambientale ha testato 12 squishy e ha scoperto che tutti loro rilasciano livelli inaccettabili di sostanze nocive, come la dimetilformamide, determinando la loro rimozione dal mercato danese e la raccomandazione di eliminarli tutti e di poterli smaltire in sicurezza come rifiuti domestici.
Gli squishy sono stati inoltre ritirati dal mercato in Norvegia, a causa del loro potenziale rischio di soffocamento tra i bambini.